# Saku (plaats in Estland)
Saku (Duits: Sack) is een plaats in de Estlandse gemeente Saku, provincie Harjumaa. De plaats heeft de status van groter dorp of vlek (Estisch: alevik).
Saku is de hoofdplaats van de gemeente Saku. De plaats heeft een station aan de spoorlijn Tallinn - Viljandi. Door Saku stroomt de rivier Vääna.

## Bevolking
Saku had 4549 inwoners op 31 december 2011 en 4706 inwoners op 31 december 2021.

## Geschiedenis
Saku werd voor het eerst genoemd in 1427 als Sacken. De plaats was het centrum van het landgoed Saku. Het landgoed werd voor het eerst genoemd in 1489. Het behoorde toe aan verschillende Baltisch-Duitse families. Het landhuis, dat gebouwd is rond 1820, is bewaard gebleven. Het is in gebruik als hotel.
Onder invloed van het station en de brouwerij begon Saku in het begin van de 20e eeuw te groeien.

## Brouwerij
In 1820 begon Karl Friedlich von Rehbinder, eigenaar van het landgoed Saku, bier te brouwen. In 1849 kwam de brouwerij in handen van de familie Baggo, die in 1876 een nieuwe brouwerij liet bouwen, die werkte op stoom. Vanaf dat moment begon de brouwerij te groeien. Onder de Sovjetbezetting werd brouwerij Saku genationaliseerd. In 1991 werd de brouwerij weer geprivatiseerd. Sinds 2008 valt het bedrijf onder de Carlsberg Group. Het belangrijkste bier dat brouwerij Saku maakt heet ook Saku. Sinds 2007 maakt de brouwerij ook andere dranken dan bier. Het bedrijf is de grootste werkgever binnen de gemeente.
In 2003 zette de brouwerij een eigen brouwerij- en biermuseum (Estisch: Saku Pruulikoda ja Õllemuuseum) op.

## Foto's

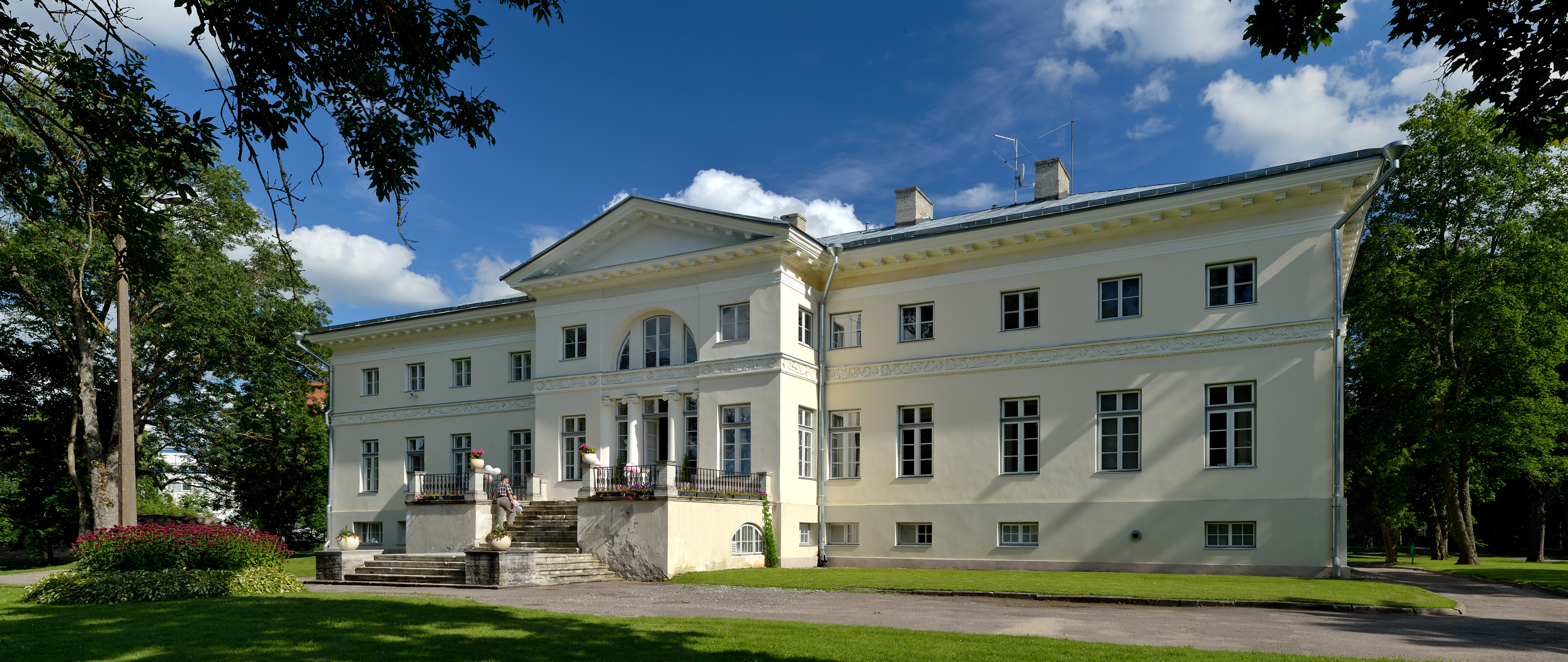
Het landhuis van Saku
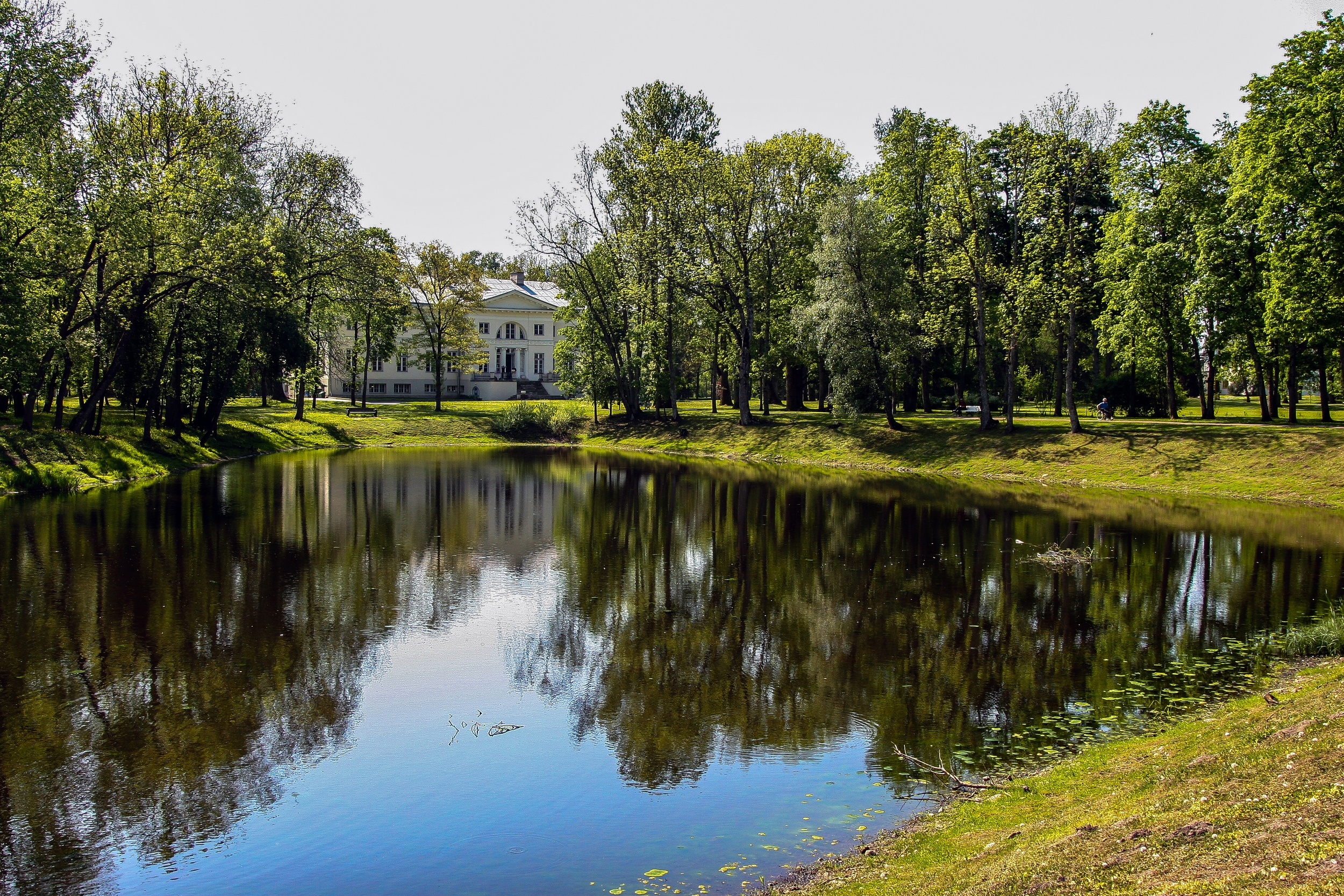
Het park bij het landhuis
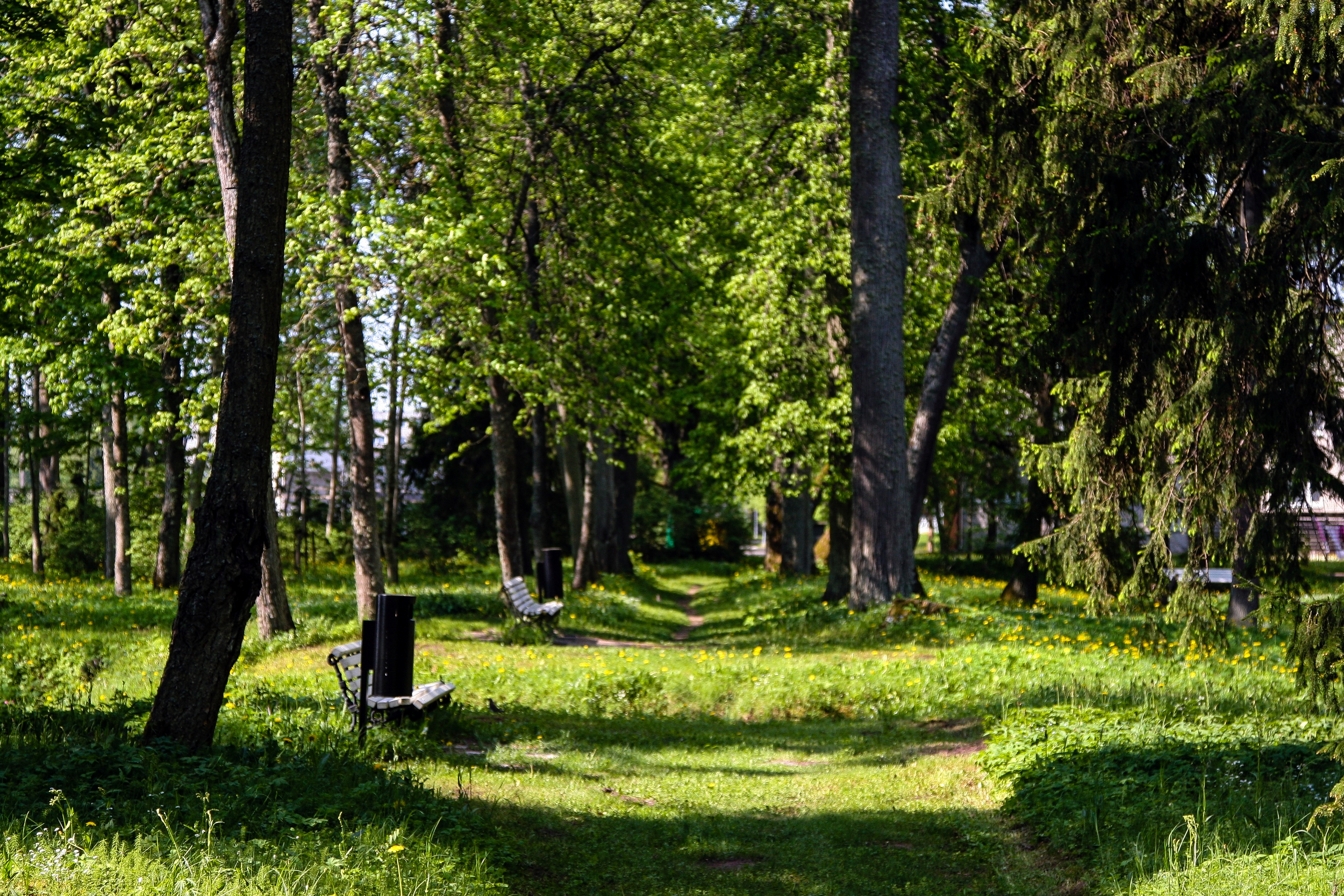
Het park bij het landhuis
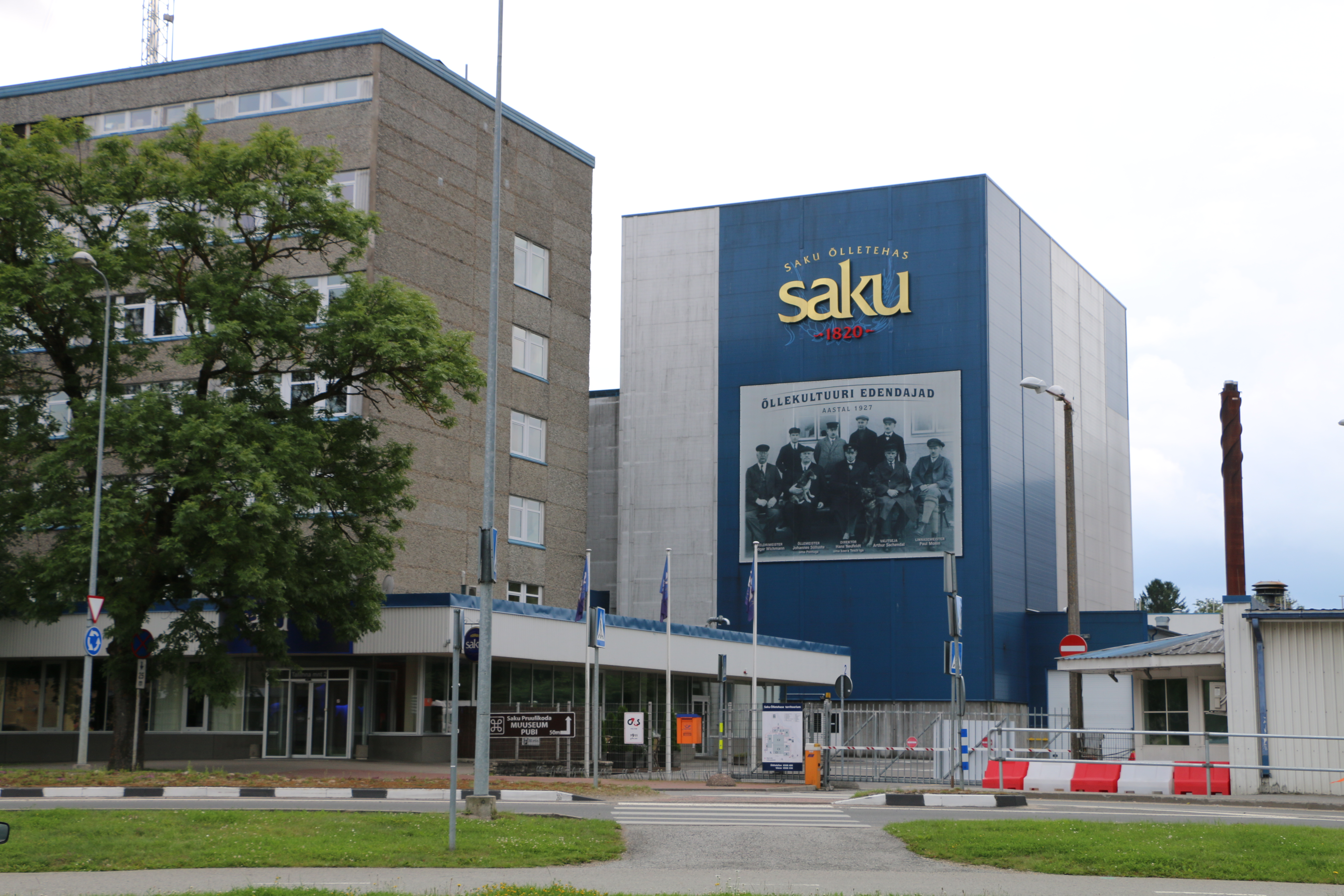
Brouwerij Saku
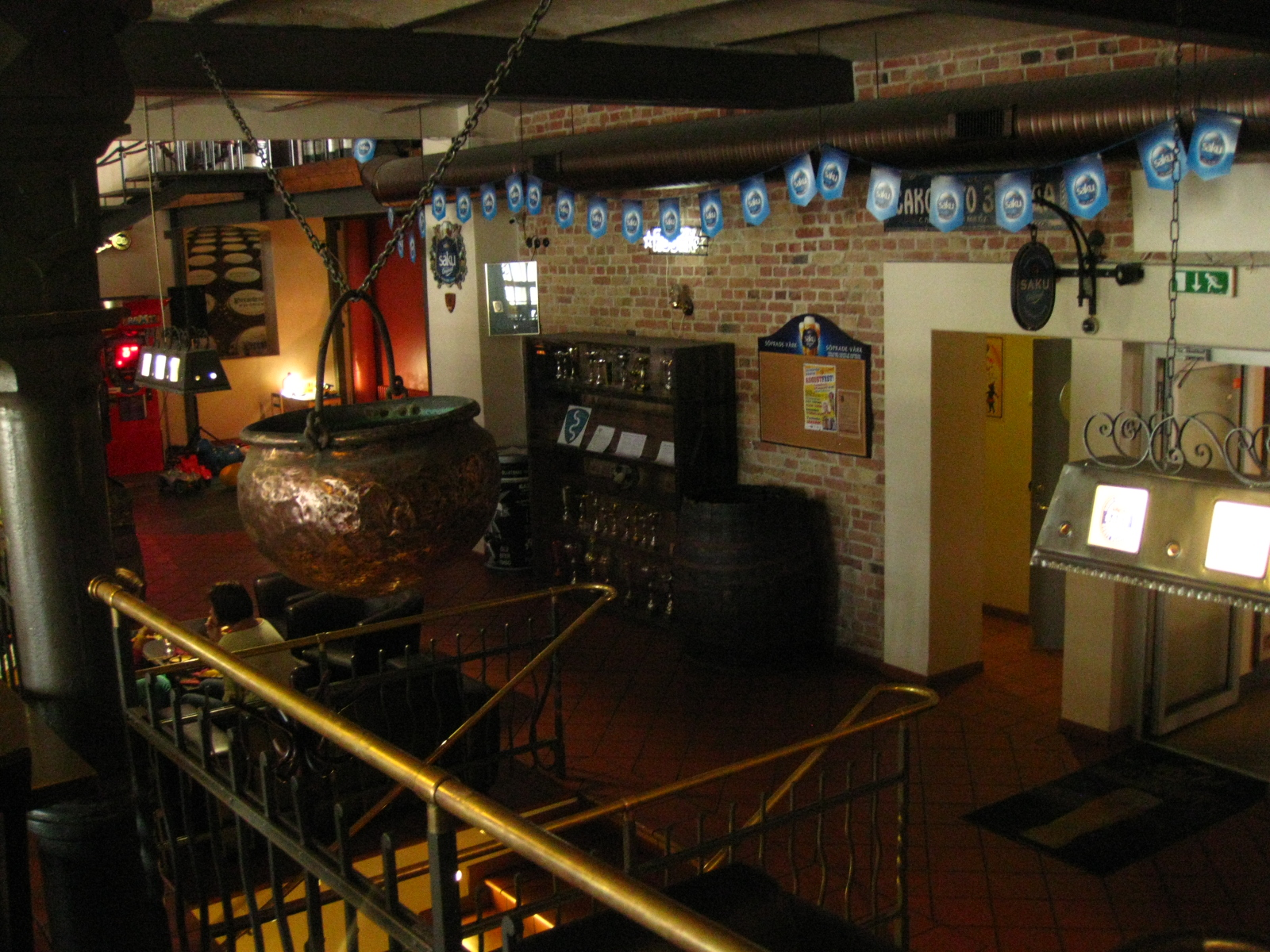
Het brouwerij- en biermuseum
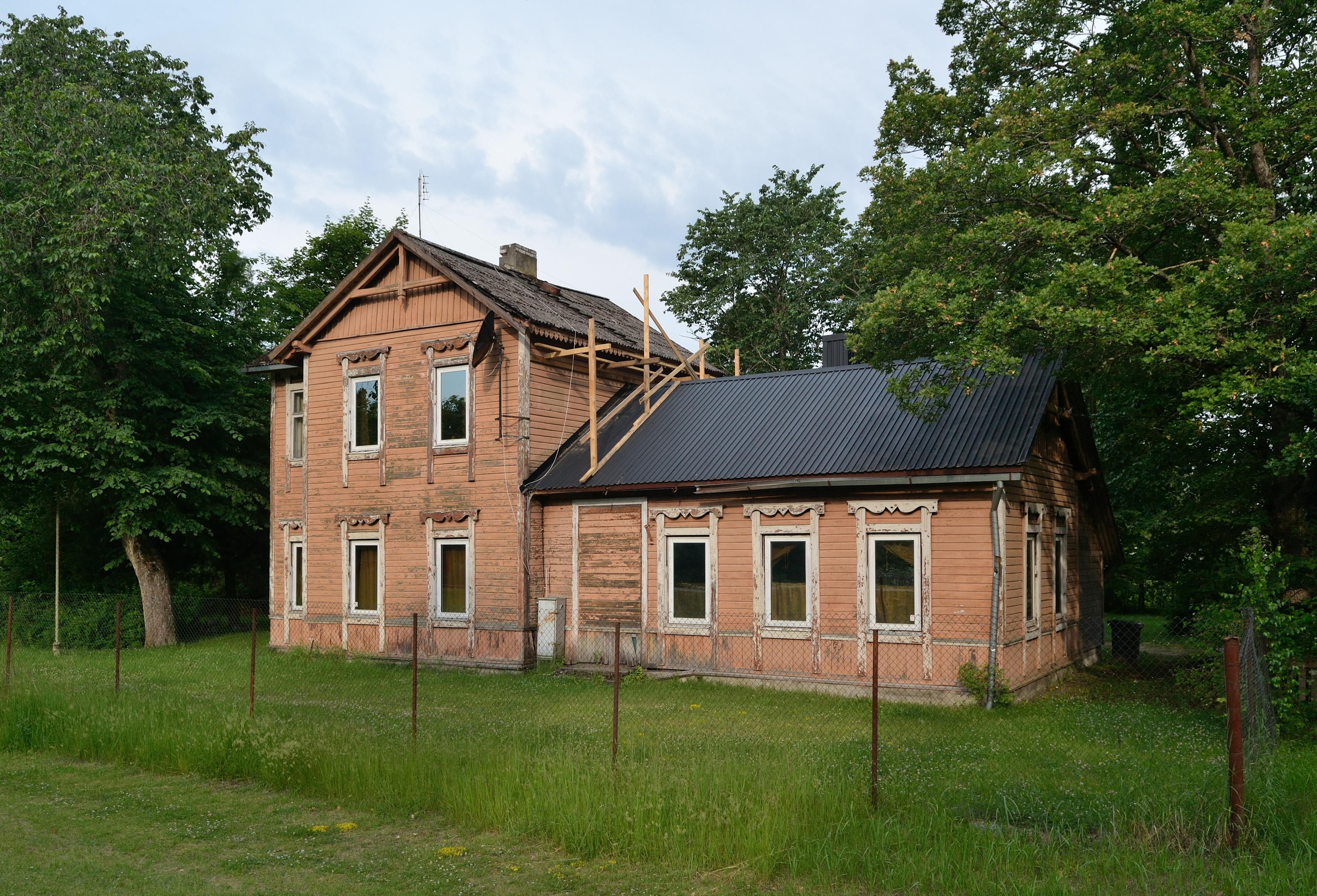
Het vroegere stationsgebouw in 2012